# Castell (település)
Castell település Németországban, azon belül Bajorországban. Lakosainak száma 862 fő (2023. december 31.). Castell Iphofen, Wiesenbronn, Rüdenhausen, Abtswind és Geiselwind községekkel határos.

## Népesség
A település népessége az elmúlt években az alábbi módon változott:
| Lakosok száma | 655  | 736  | 479  | 796  | 822  | 817  | 829  | 820  | 849  | 862  |
|               | 1875 | 1950 | 1975 | 1987 | 2012 | 2014 | 2016 | 2017 | 2021 | 2023 |